# Dibble (Oklahoma)
Dibble es un pueblo ubicado en el condado de McClain en el estado estadounidense de Oklahoma. En el año 2010 tenía una población de 878 habitantes y una densidad poblacional de 127,25 personas por km².

## Geografía
Dibble se encuentra ubicado en las coordenadas 35°2′24″N 97°38′23″O / 35.04000, -97.63972 (35.040060, -97.639805).

## Demografía
Según la Oficina del Censo en 2000 los ingresos medios por hogar en la localidad eran de $30,781 y los ingresos medios por familia eran $35,000. Los hombres tenían unos ingresos medios de $30,000 frente a los $14,286 para las mujeres. La renta per cápita para la localidad era de $16,609. Alrededor del 10.1% de la población estaban por debajo del umbral de pobreza.